# Equipment Identity Register
Equipment Identity Register (EIR, «Registro de la Identidad de Equipo» en inglés) es una base de datos en la que existe información sobre el estado de los teléfonos móviles. Dentro de esta base de datos existen tres listas de IMEI: la blanca, la gris y la negra.
- La lista blanca identifica a los equipos que están autorizados de recibir y realizar llamadas. Esta lista debe siempre existir en el EIR, aun cuando sea la única; las otras dos son opcionales.
- La lista gris identifica a los equipos que pueden hacer y recibir llamadas, pero que pueden ser monitorizados para descubrir la identidad del usuario utilizando la información almacenada en el chip o tarjeta SIM.
- La lista negra identifica los equipos a los que se les impide conectarse a la red. Por lo tanto, no pueden realizar ni recibir llamadas.